# CM-2015
La CM-2015 es una carretera autonómica de segundo orden de la provincia de Guadalajara (España) que transcurre entre Alcocer y Rillo de Gallo. Pertenece a la Red de Carreteras de la Junta de Comunidades de Castilla-La Mancha.
Es una carretera convencional de una sola calzada con un carril por sentido. Atraviesa el parque natural del Alto Tajo además de las localidades de Millana, Salmerón, Villanueva de Alcorón, Zaorejas, Torrecilla del Pinar y Corduente.